# Bonapartes strandloper
Bonapartes strandloper (Calidris fuscicollis) is een vogel uit de familie van de strandlopers en snippen (Scolopacidae). De wetenschappelijke naam van de soort werd in 1819 als Tringa fuscicollis door Louis Jean Pierre Vieillot gepubliceerd. De Nederlandstalige naam verwijst naar de Franse ornitholoog Charles Lucien Bonaparte (1803-1857), een neef van Napoleon Bonaparte.

## Kenmerken
De vogel is 16 tot 18 cm lang. Vergeleken met de meeste in Nederland voorkomende strandlopers is deze vogel opvallend lang en heeft hij korte poten. In winterkleed lijkt de vogel sterk op de bonte strandloper (C. alpina), die gemiddeld iets groter is (17 tot 21 cm). Opvallend zijn de vleugelpunten die in rust tot voorbij de staartpennen komen. Verder heeft de vogel een witte stuit (witte bovenstaartdekveren).

## Verspreiding en leefgebied
Deze soort broedt in noordelijk Alaska en noordelijk Canada en overwintert langs de kust van Patagonië in Chili en Argentinië. Tijdens de trek zijn waarnemingen bekend uit geheel Midden- en Zuid-Amerika. Het is een zeldzame maar regelmatige dwaalgast in onder meer Rusland, China, Zuid-Afrika, Australië en Nieuw-Zeeland.

De broedgebieden liggen in relatief vochtige, dichtbegroeide toendra's. Tijdens de trek en 's winters verblijven ze in diverse typen wetlands zowel in zoetwatergebieden als bij brak- en zoutwatergetijdengebieden.

### Voorkomen in Europa
Tussen 1958 en 1999 zijn er op de Britse Eilanden ten minste 442 bevestigde waarnemingen. In Nederland is de vogel tussen 1977 en 1999 slechts zes keer waargenomen. Na de eeuwwisseling nam het aantal bevestigde waarnemingen toe: tussen 2000 en 2021 waren dat er 51, wat neerkomt op jaarlijks gemiddeld ergens in Nederland minstens één waarneming.

## Status
De populatiegroote werd in 2024 geschat op 6,2 miljoen volwassen vogels. In 2017 stond de vogel als niet bedreigd op de Rode lijst van de IUCN. Uit onderzoek gepubliceerd in 2023 bleek dat er sprake is van een achteruitgang in aantal van 40 tot 49% binnen drie generaties. De belangrijkste oorzaak daarvan is habitatverlies in de overwinteringsgebieden in Zuid-Amerika. Daarom  is de vogel in 2024 als kwetsbaar op de rode lijst gezet.

## Afbeeldingen

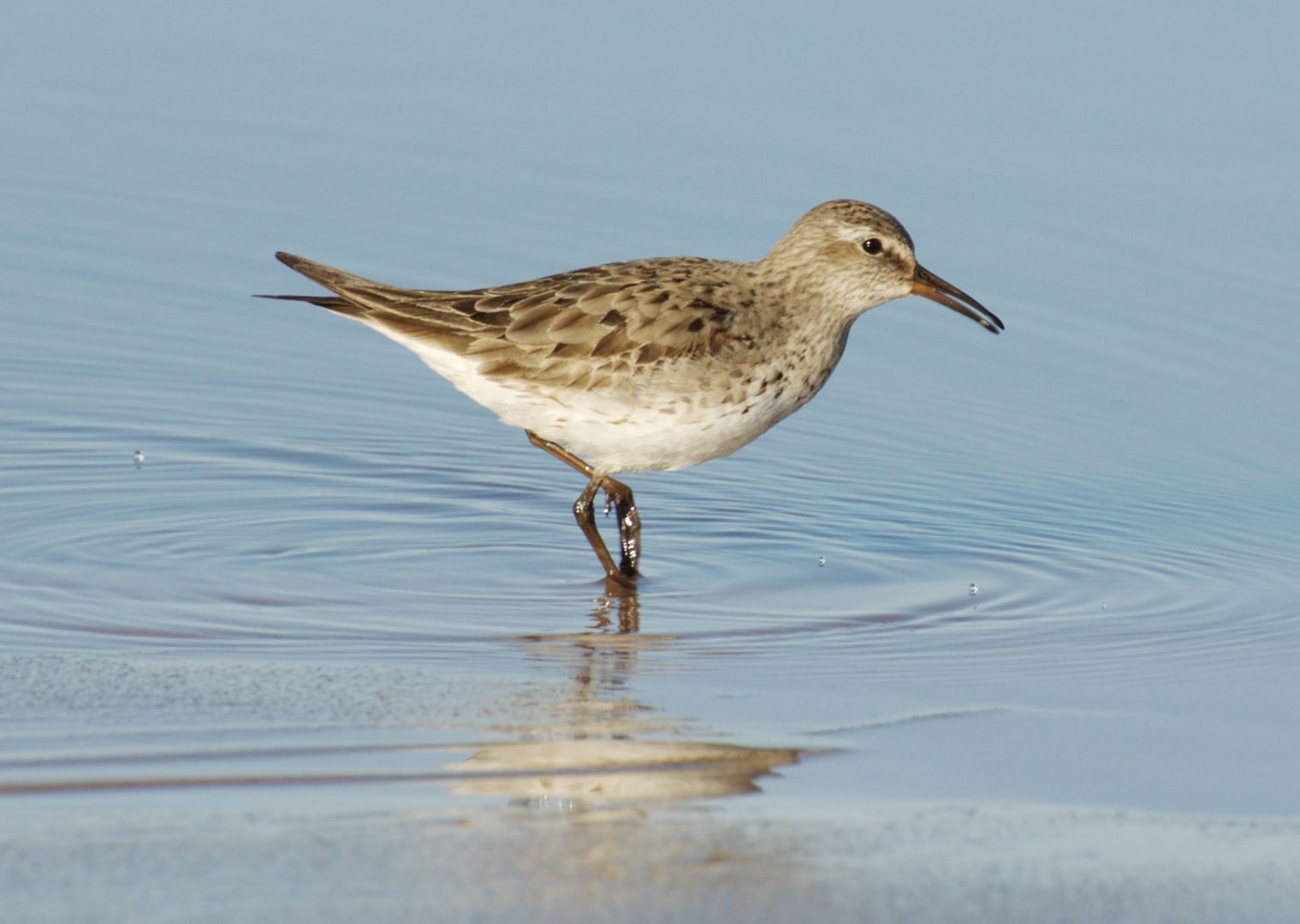
vleugelpunten reiken voorbij de staart
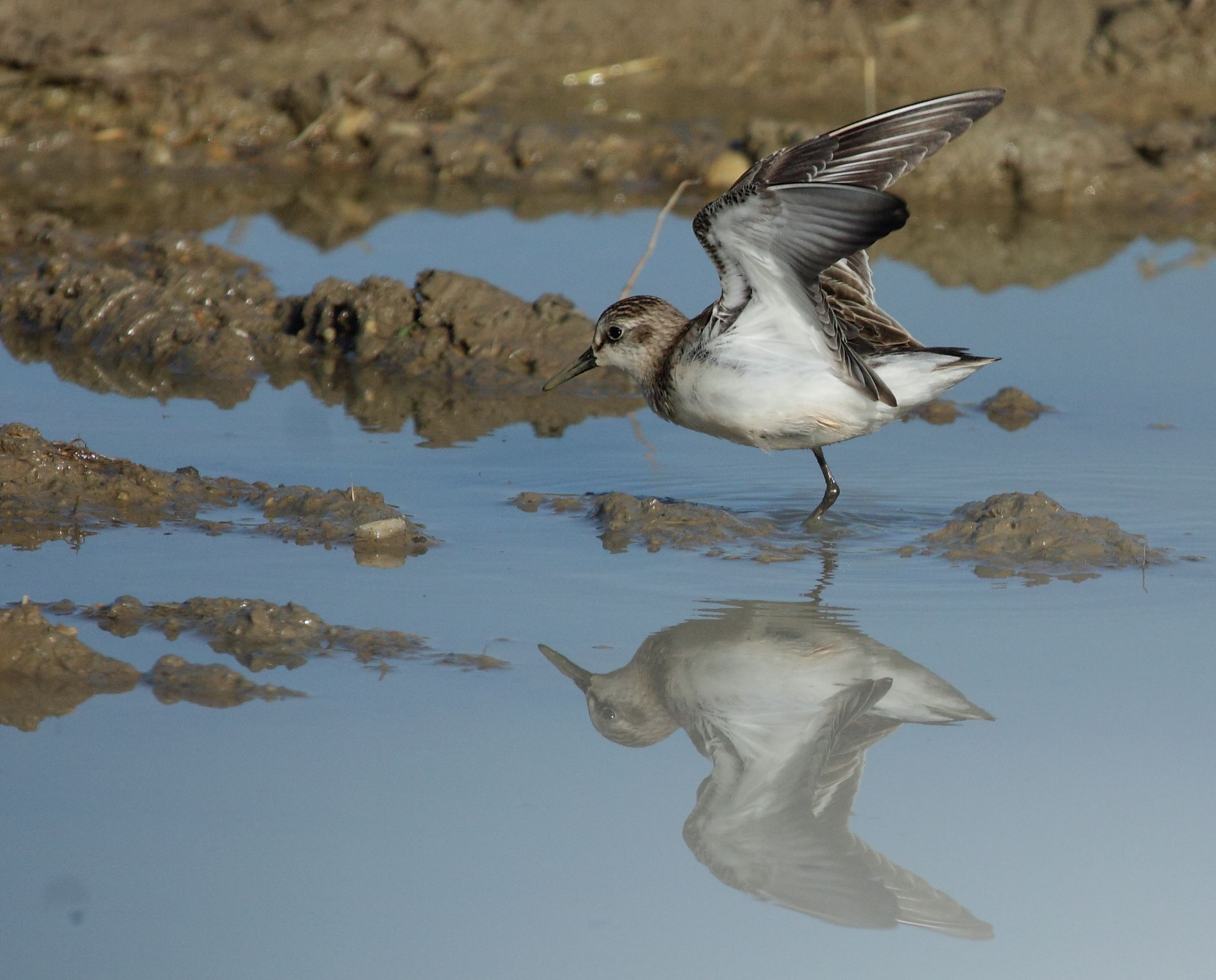
onderzijde vleugel
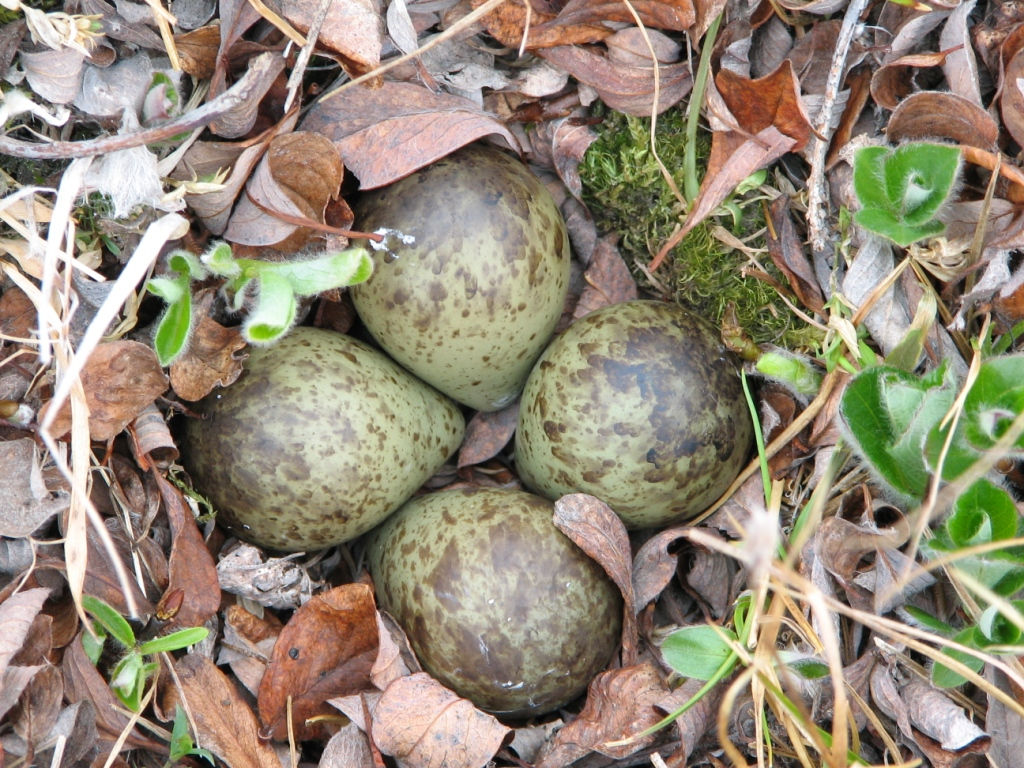
legsel